# الرأس
راس (در عربی:  اَلرَأس ) روستای کوچکی از توابع شهر دبا الفجیره در نوار ساحلی کرانهٔ
دریای عمان از توابع امارت فجیره از امارات هفتگانه دولت امارات متحده عربی واقع شده‌است.

## محدودهٔ اَلرَأس
از شمال: الغرفه، از جنوب صمبرید، از مغرب عکامیه، و از سمت مشرق به مهلب محدود می‌گردد.

## جمعیت
جمعیت روستا در حدود ۱۲۶ نفر می‌باشند که از اهل سنت و مالکی مذهب هستند.